# ハジバム。
『ハジバム。』は、日本のシンガーソングライター・ハジ→が2011年1月26日にVillage Again Associationから発売したインディーズ1枚目のミニアルバムである。

## 解説
- TSUTAYA、WonderGOOなどの限定店舗でのみ発売され、仙台地区の主要店舗などを中心に売り切れが続発。その後全国でも発売されることになった[1]。また本作の収録曲で、デビュー曲でもある「おまえに。」は2011年度レコチョク・クラブフルサイトの年間ダウンロードランキングで1位を獲得している[2]。

## 収録曲
1. おまえに。
作詞・作曲：ハジ→
編曲：SiZK from ☆STAR GUiTAR
リードトラック
日本テレビ系「夜遊び三姉妹」1月エンディングテーマ
日本テレビ系「ゲーマーズTV 音龍門」Baby Dragon’s Gate
2. ハジ→From→仙台。
作詞・作曲：ハジ→
編曲：SiZK from ☆STAR GUiTAR
3. 大切なこと。
作詞・作曲：ハジ→
編曲：tko
4. 指輪と合鍵。feat. Ai from RSP
作詞・作曲：ハジ→、Ai
編曲：小高光太郎
5. 真夜中仙台国分町。
作詞・作曲：ハジ→
編曲：DJ LEAD、小高光太郎
6. で・か・け・YO〜♪♪。
作詞・作曲：ハジ→、Ai
編曲：AViA
7. 人生は素晴らしい物語。
作詞・作曲：ハジ→、Ai
編曲：SiZK from ☆STAR GUiTAR
千葉ロッテマリーンズの清田育宏が2014年より登場曲として使用している。

## 参加ミュージシャン
- ハジ→：Vocal (全曲)

Additional Musician
- SIN-D：Base Track (#1)
- WolfJunk：Guitar (#3)
- KURI：Guitar (#6)